# Salacia cymosa
Salacia cymosa är en benvedsväxtart som beskrevs av Adolph Daniel Edward Elmer. Salacia cymosa ingår i släktet Salacia och familjen Celastraceae. Inga underarter finns listade.